# Среда (ТВ серија)
Среда (енгл. Wednesday) америчка је телевизијска серија коју су створили Алфред Гоф и Мајлс Милар за Netflix. Насловна улога припала је Џени Ортеги. Извршни продуцент серије је Тим Бертон, који је такође и режирао неколико епизода. Серија се врти око Среде Адамс, која покушава да реши мистерију убистава у својој школи.
Бертон је претходно био укључен у продукцију отказаног анимираног филма о породици Адамс. У октобру 2020. изјавио је да ради на телевизијској серији, коју је касније преузео Netflix. Ортега је делимично добила улогу због жеље аутора серије за приказивањем овог лика са латиноамеричким пореклом. Бертон је лично питао Кристину Ричи да глуми у серији, која је претходно тумачила Среду у филму Породица Адамс (1991) и његовом наставку по имену Вредности породице Адамс (1993). Снимање се одвијало између септембра 2021. и марта 2022. у Румунији.
Премијера је приказана 16. новембра 2022. године, односно 23. новембра када је прву сезону у целости приказао Netflix. Добила је позитивне рецензије критичара, уз посебне похвале за глуму Ортеге. У року од три седмице након почетка приказивања, постала је друга најгледанија серија на енглеском језику коју је приказао Netflix. У јануару 2023. наручена је друга сезона, која је подељена на два дела — први део је приказан 6. августа 2025, а други 3. септембра 2025. У јулу 2025. наручена је трећа сезона.

## Радња
Прати Среду Адамс која похађа Академију Никадвише, где покушава да савлада своје психичке моћи, заустави чудовишно убијање становника града Џерико и реши натприродну мистерију која је утицала на њену породицу пре 25 година — док истовремено покушава да се снађе у новим односима.

## Улоге
| Глумац                   | Улога             |
| ------------------------ | ----------------- |
| Џена Ортега              | Среда Адамс       |
| Гвендолин Кристи         | Лариса Вимс       |
| Рики Линдхоум            | др Валери Кинбот  |
| Џејми Макшејн            | Донован Галпин    |
| Хантер Духан             | Тајлер Галпин     |
| Перси Хајнс Вајт         | Гзавије Торп      |
| Ема Мајерс               | Енид Синклер      |
| Џој Сандеј               | Бјанка Баркли     |
| Џорџи Фармер             | Ејџекс Петрополус |
| Наоми Огава              | Јоко Танака       |
| Кристина Ричи            | Мерилин Торнхил   |
| Муса Мостафа             | Јуџин Отингер     |
| Виктор Доробанту         | Ствар             |
| Лујанда Унати Луис Нјаво | Ричи Сантијаго    |
| Томи Ерл Џенкинс         | Нобл Вокер        |
| Иман Марсон              | Лукас Вокер       |
| Ајзак Ордонез            | Пагсли Адамс      |
| Кетрин Зита Џоунс        | Мориша Адамс      |
| Луис Гузман              | Гомез Адамс       |
| Георге Бурсеа            | Лурч              |
| Вилијам Хјустон          | Џозеф Крекстоун   |
| Калум Рос                | Роуан             |
| Фред Армисен             | стриц Фестер      |

## Епизоде
| Сезона | Сезона | Епизоде | Епизоде            | Оригинална објава  | Оригинална објава  |
| ------ | ------ | ------- | ------------------ | ------------------ | ------------------ |
|        | 1.     | 8       | 8                  | 23. новембар 2022. | 23. новембар 2022. |
|        | 2.     | 8       | 4                  | 6. август 2025.    | 6. август 2025.    |
| 4      | 2.     | 8       | 3. септембар 2025. | 3. септембар 2025. |                    |

### 1. сезона (2022)
| Бр. еп. (укупно) | Бр. еп. (у сезони) | Наслов                 | Редитељ        | Сценариста                            | Премијера          |
| ---------------- | ------------------ | ---------------------- | -------------- | ------------------------------------- | ------------------ |
| 1                | 1                  | Среда пуна туге        | Тим Бертон     | Алфред Гоф и Мајлс Милар              | 23. новембар 2022. |
| 2                | 2                  | Изолација              | Тим Бертон     | Алфред Гоф и Мајлс Милар              | 23. новембар 2022. |
| 3                | 3                  | (Не)пријатељица        | Тим Бертон     | Кејла Алперт                          | 23. новембар 2022. |
| 4                | 4                  | Плес                   | Тим Бертон     | Кејла Алперт                          | 23. новембар 2022. |
| 5                | 5                  | Како сејеш, тако жањеш | Ганђа Монтеиро | Ејприл Блер                           | 23. новембар 2022. |
| 6                | 6                  | Рука руку мије         | Ганђа Монтеиро | Ејприл Блер                           | 23. новембар 2022. |
| 7                | 7                  | Процена                | Џејмс Маршал   | Алфред Гоф, Мајлс Милар и Мет Ламберт | 23. новембар 2022. |
| 8                | 8                  | Суочавање              | Џејмс Маршал   | Алфред Гоф и Мајлс Милар              | 23. новембар 2022. |

### 2. сезона (2025)
| Део 1 |   |                                |                 |                          |                    |
| 9     | 1 | Опет проблеми                  | Тим Бертон      | Алфред Гоф и Мајлс Милар | 6. август 2025.    |
| 10    | 2 | Унутрашњи демони               | Пако Кабезас    | Мет Ламберт              | 6. август 2025.    |
| 11    | 3 | Зов дивљине                    | Пако Кабезас    | Валентина Гарза          | 6. август 2025.    |
| 12    | 4 | Кад би зидови могли да причају | Тим Бертон      | Лорен Отеро              | 6. август 2025.    |
| Део 2 |   |                                |                 |                          |                    |
| 13    | 5 | TBA                            | Анџела Робинсон | TBA                      | 3. септембар 2025. |
| 14    | 6 | TBA                            | Анџела Робинсон | TBA                      | 3. септембар 2025. |
| 15    | 7 | TBA                            | Тим Бертон      | TBA                      | 3. септембар 2025. |
| 16    | 8 | TBA                            | Тим Бертон      | TBA                      | 3. септембар 2025. |

## Будућност
О могућим будућим сезонама, Гоф и Милар су у интервјуу за Variety изјавили: „Када седнемо да стварамо серију, у идеалном случају размишљамо о више сезона. То се никада није подразумевало, али се очекује, те се надамо да ће серија бити успешна.” Такође су казали да имају „прилично јасну слику” о томе како би се будуће сезоне могле одвијати. Припреме за другу сезону почеле су у децембру 2022, након што је Amazon купио Metro-Goldwyn-Mayer. Netflix је најавио другу сезону у јануару 2023.